# شب‌زنده‌داری عید پاک

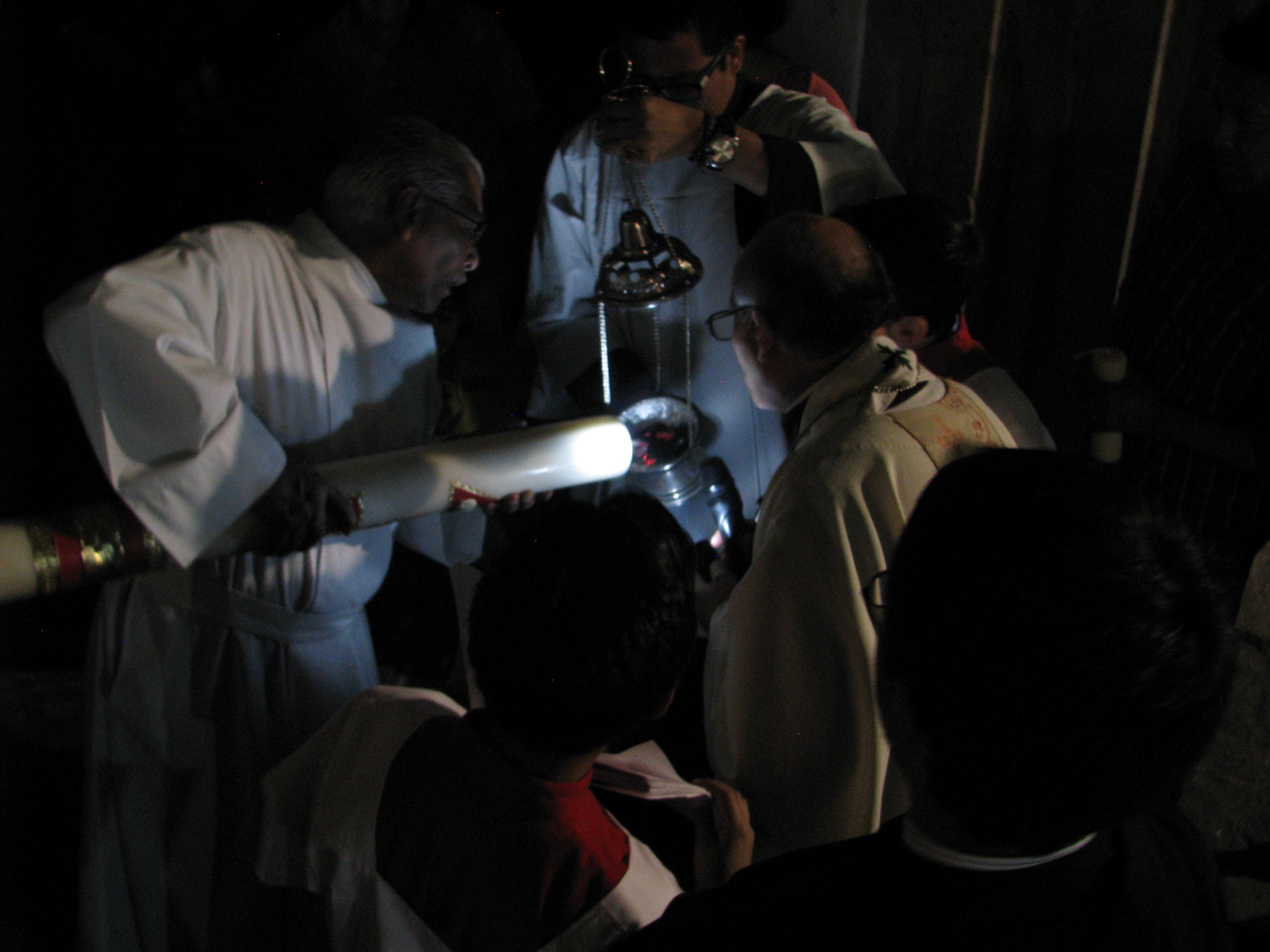
آتش تازه که شمع پاسکال با آن روشن می‌شود، کلیسای سانتا ریتا دِ کاسیا، مکزیکوسیتی

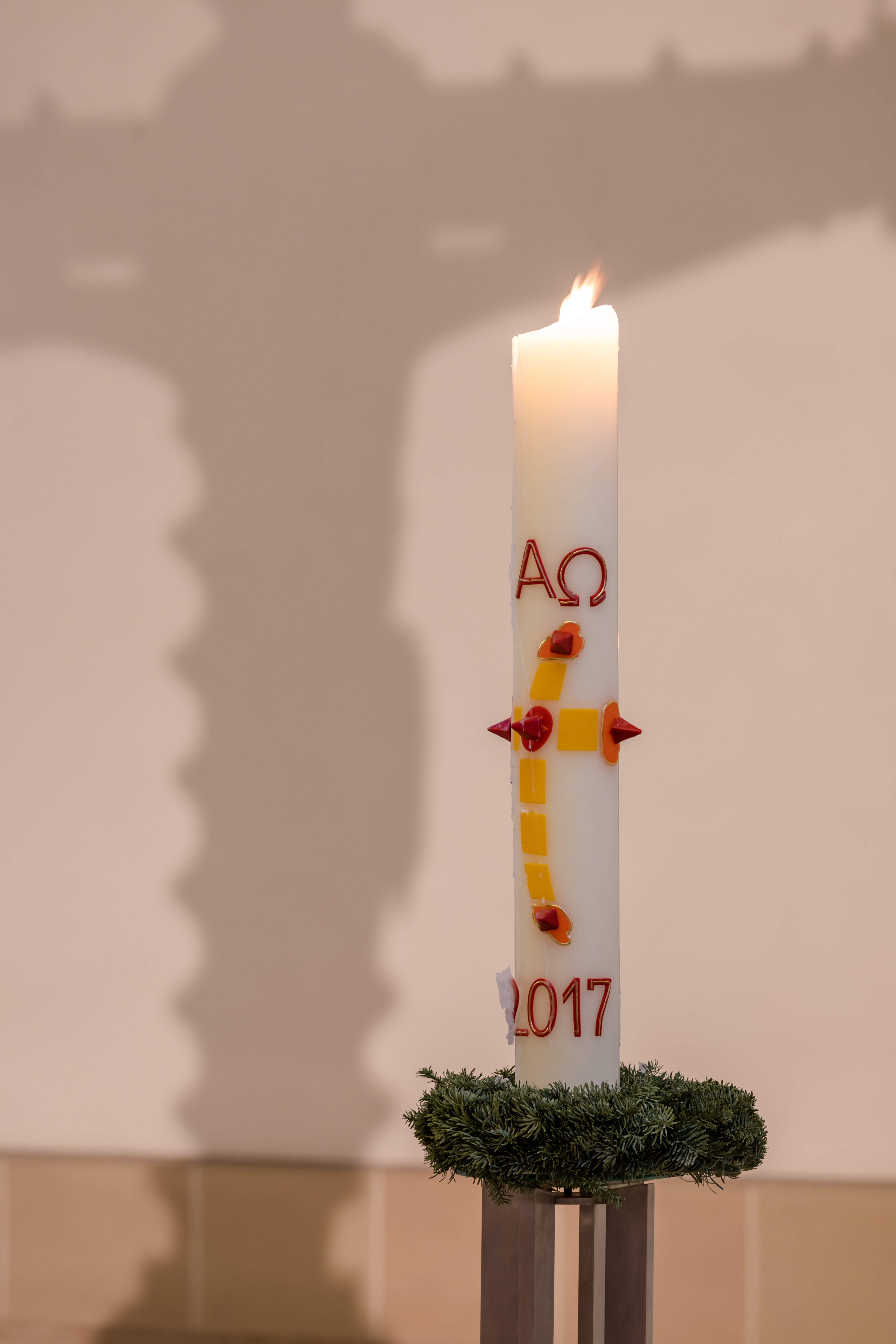
نمونه‌ای از شمع پاسکال در کلیسای سانکت ویکتور در کسانتن، آلمان

شب‌زنده‌داری عید پاک، مراسمی در کلیساهای سنتی مسیحی به‌عنوان اولین جشن رسمی رستاخیز مسیح برگزار می‌شود. این رسم در ساعات تاریکی و طلوع خورشید در روز عید پاک، معمولاً در عصر یا نیمه شب شنبه مقدس انجام می‌شود و اولین جشن عید پاک است.

## شرح مراسم

### کاتولیک رومی
شب‌زنده‌داری بین غروب و طلوع آفتاب در روز شنبه مقدس در خارج از کلیسا با افروختن آتشی فروزان آغاز می‌شود که نشان از رفتن تاریکی دارد. از آن آتش یک شمع پاسکال به نشانهٔ مسیح همچون نور جهان روشنی می‌گیرد؛ شمع پاسکال باید به اندازه کافی بزرگ از جنس موم با منشأ طبیعی ساخته و هر سال تجدید شود. شمع چندین نماد رایج دارد: صلیب، حروف یونانی آلفا و اومگا نماد خدا به‌عنوان آغاز و پایان برگرفته از مکاشفه یوحنا، عدد سال معرف خدا در میان جماعت حاضر و پنج دانه بخور قرمز نشانگر پنج زخم عیسی.
شمع در تاریکی کلیسا توسط شماس به تدریج با دعا به داخل می‌آید و شمع‌های کوچک مؤمنان با آن روشن می‌شوند؛ با گسترش نمادین نور مسیح، تاریکی از بین می‌رود.
با اعلام عید پاک مؤمنان می‌نشینند، شمع عید بر روی جایگاه در محراب قرار گرفته، چراغ‌های کلیسا روشن می‌شود و جماعت شمع‌های خود را خاموش می‌کنند؛ از این پس مراسم با قرائت انجیل همراه است.